# كياثون أنغولي
كياثون أنغولي (الاسم العلمي: Cyathea angolensis) هو نوع غير مؤكد من النباتات يتبع جنس الكياثون من الفصيلة الكياثونية. سمي هذا النوع نسبةً إلى أنغولا.